# تراکتاتوس د لوچیس ات استاتو سانکته تره ایئروزولیمیتانه
تراکتاتوس د لوچیس ات استاتو سانکته تره ایئروزولیمیتانه (انگلیسی: Tractatus de locis et statu sancte terre ierosolimitane) رساله‌ای به زبان از نویسنده مجهول نام در رابطه با جغرافیا و قوم‌نگاری پادشاهی اورشلیم است. این رساله در اواخر قرن ۱۲ یا ابتدای قرن ۱۳ میلادی نوشته شده‌است و رساله‌ای تأثیرگذار و پرکاربرد بود.
بر اساس این رساله، «سرزمین اورشلیم» در کانون جهان قرار دارد و در رابطه با این سرزمین توضیحاتی با جزئیات در این رساله آمده‌است. همچنین در این رساله فهرست همسایگان اورشلیم، فرقه‌های مسیحی در محدودهٔ آن و همچنین گروه‌های مختلف اروپایی در آن فهرست شده‌اند. افزون بر این توضیحات ویژه‌ای در رابطه با وضعیت گروه‌های پیزایی، جنوایی، ونیزی در درون پادشاهی در خود جای داده‌است. توضیحات این رساله در رابطه با شوالیه‌های مهمان‌نواز اندک است اما در رابطه با شوالیه‌های معبد اطلاعات طولانی و جامعی ذکر شده است.
در آخر این رساله، ساختار فئودالی پادشاهی اورشلیم، واسال‌های پادشاهی و همچنین بارون‌های مهم و تعداد شوالیه‌ها شرح داده شده‌است. همچنین به وضعیت شاهزاده‌نشین انطاکیه و کنت‌نشین طرابلس و گروه‌های غیرمسیحی در قلمروی اورشلیم نیز پرداخته شده‌است.